# Kannemeyeria
Kannemeyeria – rodzaj roślinożernego dicynodonta żyjącego na przełomie wczesnego i środkowego triasu (od późnego oleneku po środkowy anizyk: około 246-241 milionów lat temu).
Jego szczątki znane są głównie z Republiki Południowej Afryki, a także Argentyny. Najprawdopodobniej zamieszkiwał też obszary dzisiejszych Indii oraz Australii. Zwierzę to musiało być szeroko rozpowszechnione na terenie południowej Pangei.
Było to zwierzę długości 3 metrów. Posiadało lekko rozchylone na boki łapy. Duża, ale lekko zbudowana głowa posiadała bezzębny dziób i mocne mięśnie szczęk. Pozwalały one na zrywanie i rozcieranie materiału roślinnego.
Kannemeyeria żyła prawdopodobnie na otwartych równinach. Mogła padać ofiarą takich drapieżców, jak cynognat i być może erytrozuch.